# Mon année à New York
Pour plus de détails, voir Fiche technique et Distribution.
Mon année à New York (My Salinger Year), ou Mon année Salinger au Québec, est un drame biographique québéco-irlandais réalisé par Philippe Falardeau, sorti en 2020 adapté du roman My Salinger Year de Joanna Rakoff.
Il fait l'ouverture de la Berlinale 2020.

## Synopsis
À New York, à l'automne 1995, Joanna Rakoff, une jeune femme rêvant de devenir écrivaine, réussit à se faire embaucher comme assistante de l'agente littéraire de J. D. Salinger.

## Fiche technique
Source : IMDb et Films du Québec
- Titre original : My Salinger Year
- Titre français : Mon année à New York
- Titre québécois : Mon année Salinger
- Réalisation : Philippe Falardeau
- Scénario : Philippe Falardeau, d'après le roman My Salinger Year de Joanna Rakoff
- Musique : Martin Léon
- Direction artistique : Claude Tremblay
- Conception visuelle : Élise de Blois
- Costumes : Patricia McNeil (en)
- Maquillage : Joan-Patricia Parris (en)
- Coiffure : Michelle Côté
- Photographie : Sara Mishara
- Son : Claude La Haye (en), Fionan Higgins, Bernard Gariépy Strobl
- Montage : Mary Finlay
- Production : Luc Déry, Kim McCraw
- Coproduction : Ruth Coady et Susan Mullen
- Sociétés de production : Micro scope et Parallel Film Productions
- Sociétés de distribution : Memento Films (international), Metropolitan Filmexport (France), Métropole Films Distribution (Québec), Mongrel Media (en) (Canada)
- Pays de production :  Canada,  Irlande
- Tournage : mai et juin 2019 à Montréal, automne 2019 à New York
- Langue originale : anglais
- Format : couleur
- Genre : drame biographique
- Dates de sortie :
  - Allemagne : 20 février 2020 (Berlinale 2020)
  - Canada : 5 mars 2021 (sortie en salle, VSD)
  - États-Unis : 5 mars 2021
  - France : 20 mai 2021 (DVD)
- Classification :
  - Québec : Visa général[2]

## Distribution
- Margaret Qualley (VQ : Célia Gouin-Arsenault) : Joanna Rakoff
- Sigourney Weaver (VQ : Anne Dorval) : Margaret
- Douglas Booth (VQ : Xavier Dolan) : Don
- Colm Feore (VQ : Benoît Brière) : Daniel
- Tim Post (VQ : Jacques Lavallée) : J. D. Salinger
- Seána Kerslake (en) (VQ : Catherine Brunet) : Jenny
- Théodore Pellerin : garçon de Winston-Salem
- Brían F. O'Byrne (VQ : Alain Zouvi) : Hugh
- Gillian Doria : Judy Blume
- Leni Parker : Pam
- Yanic Truesdale (VQ : lui-même) : Max
- Xiao Sun (VQ : Geneviève Bédard) : Lisa
- Gavin Drea (en) (VQ : Nicholas Savard L'Herbier) : Mark
- Matt Holland : Roger Lathbury
- Romane Denis (en) : fille qui veut un A
- Hamza Haq (en) (VQ : François-Simon Poirier) : Karl
- Arthur Holden : Dean
- Jonathan Dubsky : Brett, petit ami de Jenny
- Lise Roy : Helen
- Danny Gilmore : père

## Distinction

### Sélection
- Berlinale 2020 : sélection officielle, hors compétition